# Bianca Caruso
Bianca Caruso (Roma, 25 de mayo de 1996) es una deportista italiana que compite en vela en la clase 470.
Ganó una medalla de bronce en el Campeonato Mundial de 470 de 2021 y una medalla de bronce en el Campeonato Europeo de 470 de 2022.

## Palmarés internacional
| \| Campeonato Mundial \| Campeonato Mundial \| Campeonato Mundial \| Campeonato Mundial \| \| Año \| Lugar \| Medalla \| Clase \| \| ------------------ \| -------------------- \| ------------------ \| ------------------ \| \| 2021 \| Vilamoura (Portugal) \| Medalla de bronce \| 470 \| \| Campeonato Europeo \| \| \| \| \| Año \| Lugar \| Medalla \| Clase \| \| 2022 \| Çeşme (Turquía) \| Medalla de bronce \| 470 mixto \| |                      |                   |           |
| Campeonato Mundial |                      |                   |           |
| Año | Lugar                | Medalla           | Clase     |
| 2021 | Vilamoura (Portugal) | Medalla de bronce | 470       |
| Campeonato Europeo |                      |                   |           |
| Año | Lugar                | Medalla           | Clase     |
| 2022 | Çeşme (Turquía)      | Medalla de bronce | 470 mixto |